# Маркем (Канада)
Ма́ркем (англ. Markham) — крупнейшая из девяти коммун регионального муниципалитета Йорк (провинция Онтарио), численность населения около 301 тыс. жителей (в 2011г), территория 211 км². Муниципалитет Маркема объединяет четыре коммуны: Маркем, Юнионвилл, Милликен и Торнхилл, расположенных на севере от Торонто в центре агломерации Большого Торонто. Маркем является растущей коммуной с интенсивно развивающимся жилищным строительством и бизнесом, хорошими школами, парками и рекреационными территориями. Маркем состоит из ряда небольших городов, фермерских хозяйств и крупного города с головными офисами таких корпораций, как IBM и American Express. Маркем также хорошо известен как «Канадская столица высоких технологий». Город позиционирует себя как лучшее в Северной Америке место для функционирования и размещения высокотехнологичного бизнеса.
Муниципалитет был назван в честь Архиепископа Йоркского Уильяма Маркема его другом, лейтенант-губернатором Онтарио Джоном Симко.

## География

### Климат
Маркем граничит и разделяет тот же климат, что и Торонто. В среднем температура в Маркеме обычно на 1—2 °C ниже, чем в Даунтауне Торонто.

## Достопримечательности

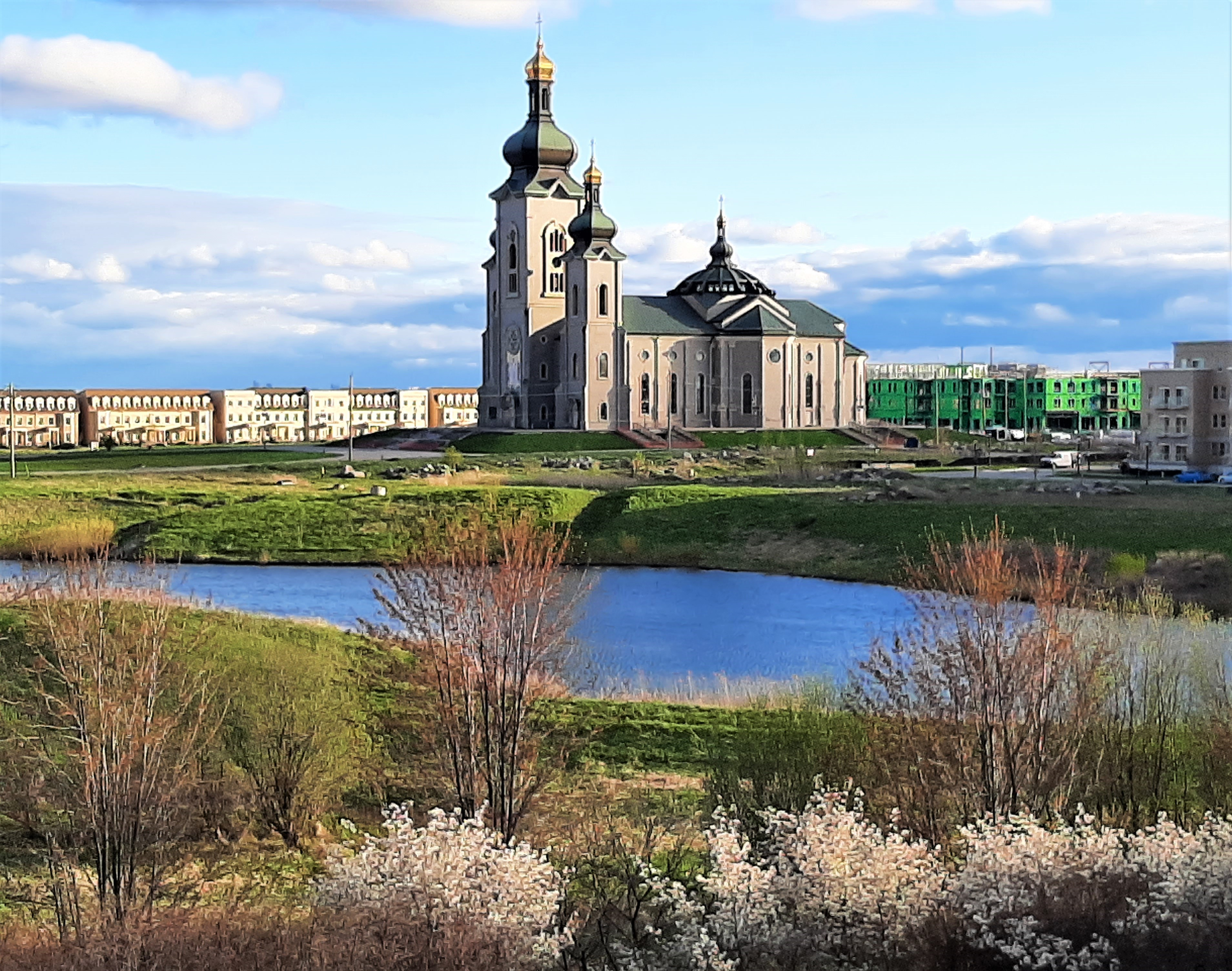
Собор Преображения (Маркем)

- Собор Преображения Господня —  словацкий греко-католический собор.

## Местные СМИ
- Markham Economist and Sun — местная газета, владелец Metroland Publishing[2]
- The Liberal — serving Thornhill and Richmond Hill
- MarkhamOnline.com — Community Online Website
- The York Region Business Times — business news
- York Region Media Group — Online новости
- North of the City — журнал региона Йорк[3]
- Rogers Cable 10 — местная общественная станция TV региона Йорк, владелец Rogers Media
- The Cornell Crier — local news and lifestyle

## Города-побратимы
- Кэри, США
- Нёрдлинген, Германия
- Пэрленд, США
- Хуаду, Китай
- Ухань, Китай
- Лас-Пиньяс, Филиппины